# ناحیه بوکه (ازبکستان)
ناحیه بوکه (به ازبکی: Boʻka tumani، بۉکه تومنی) یک ناحیه در ازبکستان است که در ولایت تاشکند واقع شده‌است. ناحیه بوکه ۵۹۰ کیلومتر مربع مساحت و ۱۳۴٬۴۰۰ نفر جمعیت دارد.